# Campeonato Sudamericano de Baloncesto de 1987
El Campeonato Sudamericano de Baloncesto de 1987 fue la trigésimo segunda edición del Campeonato Sudamericano de Baloncesto, el cual se realizó entre el 13 y el 20 de mayo de 1987 en Asunción, Paraguay, siendo sede del campeonato por tercera vez. El vencedor del certamen fue la selección de baloncesto de Argentina, que pudo alzar el título por novena vez.

## Equipos participantes
- Argentina
- Brasil
- Chile
- Paraguay
- Perú
- Uruguay
- Venezuela

## Posiciones finales
| Pos.              | Equipo    | V-D |
| ----------------- | --------- | --- |
| Medalla de oro    | Argentina | 5-1 |
| Medalla de plata  | Venezuela | 5-1 |
| Medalla de bronce | Brasil    | 5-1 |
| 4                 | Uruguay   | 3-3 |
| 5                 | Paraguay  | 2-4 |
| 6                 | Perú      | 1-5 |
| 7                 | Chile     | 0-6 |

| Bandera de Argentina |
| Campeón Argentina    |
| 9.no título          |